# مایکل اشر (کاوشگر)
مایکل اشر (انگلیسی: Michael Asher؛ زادهٔ ۱ ژانویهٔ ۱۹۵۳) گردشگر، نویسنده و بوم‌شناس عمیق است. او در صحرای بزرگ آفریقا و بیابان عربی سفر و زندگی کرده‌است، آثار غیرداستانی و داستانی را بر اساس کاوش‌ها و برخوردهایش منتشر کرده و از ساخت چندین مستند بر اساس آثار منتشر شده‌اش حمایت کرده‌است.